# Frontinella bella
Frontinella bella là một loài nhện trong họ Linyphiidae.
Loài này thuộc chi Frontinella. Frontinella bella được Elizabeth Bangs Bryant miêu tả năm 1948.